# Dichotomius boreus
Dichotomius boreus är en skalbaggsart som beskrevs av Olivier 1789. Dichotomius boreus ingår i släktet Dichotomius och familjen bladhorningar. Inga underarter finns listade i Catalogue of Life.